# Luis Venegas
Luis Gerardo Venegas Zumarán (San Luis Potosí, San Luis Potosí, México, 21 de junio de 1984) es un futbolista mexicano. Juega de defensa central o lateral derecho y su equipo es Cafetaleros de Chiapas de la liga de Ascenso MX.

## Clubes
| Club           | Periodo     |
| -------------- | ----------- |
| Atlante        | 2008-2014   |
| Atlas          | 2014-2015   |
| Chiapas        | 2015 - 2017 |
| Club Alebrijes | 2017 - 2018 |
| Atlante        | 2019        |

## Selección nacional
Ha sido internacional con la selección de fútbol de México, fue convocado por Miguel Herrera para los amistosos frente a Chile y Bolivia, haciendo su debut a los 30 años ante Bolivia, posteriormente apareció en la convocatoria frente  a Países Bajos y Bielorrusia hasta el momento ha disputado tres partidos.

## Palmarés

### Campeonatos nacionales
| Título                     | Club       | Año  |
| -------------------------- | ---------- | ---- |
| Primera División de México | Atlante FC | 2007 |

### Campeonatos internacionales
| Título                  | Club       | Año  |
| ----------------------- | ---------- | ---- |
| Liga Campeones CONCACAF | Atlante FC | 2009 |